# Osbaldo Lastra
Osbaldo Lupo Lastra García (San Lorenzo, 12 de junho de 1983) é um futebolista profissional equatoriano que atua como meia, atualmente defende o Emelec.